# TT120
| O29 · a | n · n · D55 |

| O29 · a | n · n · D55 |

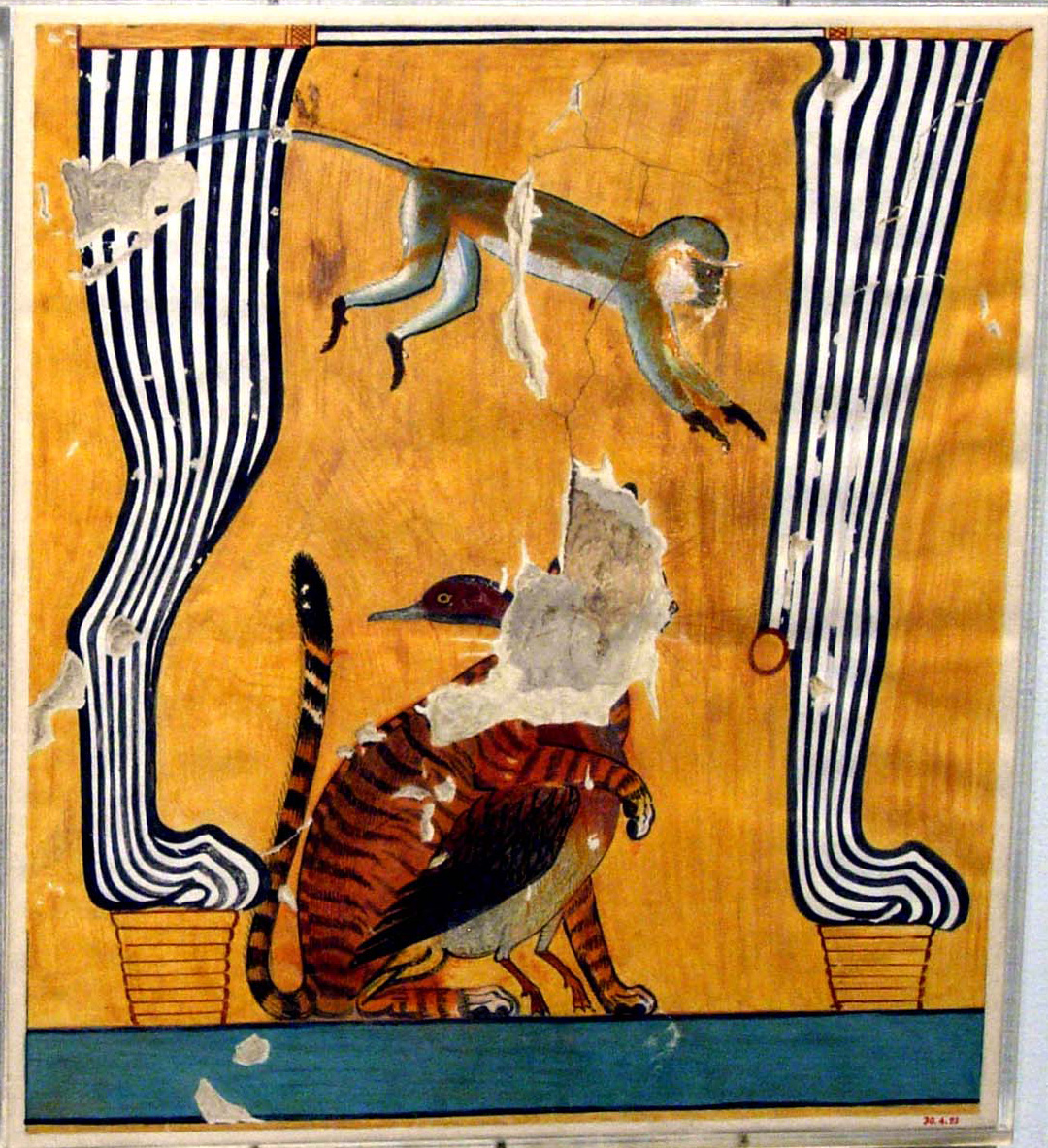
Animali nascosti sotto una sedia, particolare da un acquerello di N. de Garis Davies (Metropolitan Museum di New York, cat. MET chr30.4.93)

TT120 (Theban Tomb 120) è la sigla che identifica una delle Tombe dei Nobili ubicate nell’area della cosiddetta Necropoli Tebana, sulla sponda occidentale del Nilo dinanzi alla città di Luxor, in Egitto. Destinata a sepolture di nobili e funzionari connessi alle case regnanti, specie del Nuovo Regno, l'area venne sfruttata, come necropoli, fin dall'Antico Regno e, successivamente, sino al periodo Saitico (con la XXVI dinastia) e Tolemaico.

## Titolare
TT120 era la tomba di:
| Titolare                                                    | Titolo                  | Necropoli           | Dinastia/Periodo                  | Note                                                    |
| ----------------------------------------------------------- | ----------------------- | ------------------- | --------------------------------- | ------------------------------------------------------- |
| Anen (riportato anche come Mahu in Gardiner e Weigall 1913) | Secondo Profeta di Amon | Sheikh Abd el-Qurna | XVIII dinastia (Thutmosi III -?-) | versante nord-est della collina; tra la TT71 e la TT121 |

## Biografia
Fratello della regina Tye, Grande sposa reale di Amenhotep III, fu figlio di Yuya e Thuya, la cui tomba si trova nella Valle dei Re (KV46).

## La tomba
La TT120 si sviluppa planimetricamente con forma a "T" rovesciata tipica delle sepolture di questo periodo. Un breve corridoio dà accesso a una sala trasversale sulle cui pareti è rappresentato il raccolto del grano in presenza di Amenhotep III. Poco oltre, il re Amenhotep III e la regina Tye (sotto il cui trono si nascondono una scimmia, un gatto e un'oca), assisi in trono i cui braccioli sono costituiti da sfingi e sulla cui predella sono riportati i Nove Archi, ovvero la rappresentazione dei nove principali nemici dell'Egitto.
Un breve corridoio, sulle cui pareti sono visibili i resti di un dipinto del defunto seduto, adduce a una sala perpendicolare alla precedente con rilievi dei Campi di Aaru, una lunga lista di offerte e tracce di una processione funeraria. Sono inoltre presenti brani tratti dal Libro delle Porte e tracce del defunto presentato da Anubi a Osiride.

### Annotazioni
1. ↑  La prima numerazione delle tombe, dalla numero 1 alla 253, risale al 1913 con l’edizione del "Topographical Catalogue of the Private Tombs of Thebes" di Alan Gardiner e Arthur Weigall. Le tombe erano numerate in ordine di scoperta e non geografico; ugualmente in ordine cronologico di scoperta sono le tombe dalla 253 in poi.
2. ↑  I campi della Duat, ovvero l'aldilà egizio, si trovavano, secondo le credenze, proprio sulla riva occidentale del grande fiume.
3. ↑  Nella sua epoca di utilizzo, l'area era nota come "Quella di fronte al suo Signore" (con riferimento alla riva orientale, dove si trovavano le strutture dei Palazzi di residenza dei re e i templi dei principali dei) o, più semplicemente, "Occidente di Tebe".
4. ↑  le Tombe dei Nobili, benché raggruppate in un'unica area, sono di fatto distribuite su più necropoli distinte.
5. ↑  Le note, sovente di inquadramento topografico della tomba, sono tratte dal "Topographical Catalogue" di Gardiner e Weigall, ed. 1913 e fanno perciò riferimento alla situazione dell'epoca.
6. ↑  Benché non esistano prove archeologiche o testuali, si ritiene che Anen e Tye fossero fratelli anche di Ay, l'immediato successore di Tutankhamon; tale supposizione troverebbe fondamento nel fatto che i tre fossero, come Yuya e Thuya, nativi di Akhmim e che Ay, peraltro, avrebbe ereditato i titoli di Thuya
7. ↑  L'iconografia dei Nove Archi, intesi come nemici dell'Egitto, è molto antica; il primo esempio si rinviene, infatti, sul piedistallo del trono della statua di Djoser a Saqqara, posti sotto i piedi del sovrano. Non esiste caratterizzazione dei popoli fino al regno di Amenhotep III; successivamente i Nove Archi varieranno a seconda delle condizioni diplomatiche o di attrito esistenti. Sotto la XVIII dinastia si annoveravano, tra gli altri, gli Haw-Nebwt, i popoli delle isole; gli Shwtyw, gli alto-nubiani; i Pedjetiw-Shw, "quelli del deserto orientale"; i Tjekhenw, i libici; mentre sotto Ramses II faranno la loro comparsa gli Hittiti, i Sangar (Babilonesi) e Naharina (Mitanni).

### Fonti
1. 1 2 3 4  Porter e Moss 1927,  p. 234.
2. ↑  Gardiner e Weigall 1913.
3. ↑  Donadoni 1999,  p. 115.
4. ↑  Gardiner e Weigall 1913, p. 26.
5. ↑  Gardiner e Weigall 1913, pp. 26-27.